# Anne de Boleyn à la Tour de Londres, dans les premiers moments de son arrestation
Pour les articles homonymes, voir Anne Boleyn et Boleyn.
Anne de Boleyn à la Tour de Londres, dans les premiers moments de son arrestation est un tableau peint par Édouard Cibot en 1835. Il est conservé au Musée Rolin à Autun. 

## Historique
En 2014, il est prêté au musée des beaux-arts de Lyon dans le cadre de l'exposition L'invention du Passé. Histoires de cœur et d'épée 1802-1850, puis en 2015 au musée du Luxembourg de Paris pour l'exposition Les Tudors.